# Sad Eyes
«Sad Eyes» (рус. Печальные Глаза) — четвёртый сингл Энрике Иглесиаса из его первого англоязычного альбома под названием «Enrique». В эфиры радиостанций США сингл был выпущен в середине сентября 2000 года.

## История создания «Sad Eyes»
В одном из интервью Иглесиас сказал, что является почитателем Брюса Спрингстина.
Один из представителей лейбла «Interscope Records» Джими Иовин предложил записать кавер-версию на одну из песен Брюса, и включить в новый альбом. Энрике согласился и выбрал песню «Sad Eyes», которая была выпущена 25 января 1990 года Брюсом. Оригинальная версия не попала в эфиры радиостанций, но ремикс, обозначеный как «HQ2 Remix»[уточнить]. А в Испании на радиостанциях крутили оригинальную версию на испанском языке, которая называлась «Más Es Amar».

## Музыкальное видео
На песню было снято видео, но в трансляцию оно не попало, т.к было слишком «горячим», например во время видео Энрике звонит в секс по телефону, а на заднем плане его сопровождает телевизор, на экране которого мелькают обнажённые девушки из ночных телепередач.

## Список композиций

### Промовинил; США
1. «Sad Eyes» (HQ2 Club Remix)
2. «Sad Eyes» (HQ2 Radio Remix)
3. «Sad Eyes» (Eric Kupper Mix)
4. «Sad Eyes» (HQ2 Dub)

### Промосингл; Европа
1. «Sad Eyes» (Альбомная версия)
2. «Sad Eyes» (Rodney Jerkins Mix)
3. «Sad Eyes» (Guy Roche Mix)
4. «Sad Eyes» (HQ2 Radio Mix)

## Хит-парады
| Хит-парад(2000)                              | Лучший результат |
| -------------------------------------------- | ---------------- |
| США Billboard Hot Dance Club Play            | 8                |
| США Billboard Top 40 Mainstream              | 34               |
| США Billboard Bubbling Under Hot 100 Singles | 23               |